# Jean-Michel Germain
Pour les articles homonymes, voir Germain.
Jean-Michel Germain, né le 2 août 1945, est un ancien joueur international français de handball. Reconverti entraîneur, il dirige pendant 24 ans l'USM Gagny et en fait le meilleur club français des années 1980 avec 5 titres de Champion de France entre 1981 et 1987. Il a également occupé le poste de sélectionneur de l'Équipe de France entre 1977 et 1981 et de directeur technique national de la Fédération française de handball entre 1977 et 1985.

## Biographie
Jean-Michel Germain a fait l'essentiel de sa carrière de joueur à la Stella Sports Saint-Maur, étant notamment vice-champion de France en 1969. Sélectionné en Équipe de France à 24 reprises entre 1967 et 1971 ou à 30 reprises jusqu'en 1970, il a notamment participé au Championnat du monde 1970 avec l'Équipe de France. Le handball n'étant pas professionnel à l'époque, il est parallèlement, entre 1969 et 1977, professeur d'éducation physique et sportive.
En 1970, il prend la direction l'USM Gagny en tant que joueur-capitaine-entraîneur alors que le club n'est qu'en Championnat de France Excellence (D3) et renonce donc à l'équipe de France,. Dès sa première saison, le club est champion de France Excellence (D3) en 1971 après 23 victoires en 23 matchs puis est promu dans l'élite en 1973. Cette même année, à 28 ans, il devient l'entraîneur du club, tout en restant joueur jusqu'en 1975, et le restera pendant 20 ans. Il conduira son équipe à 5 titres de Champion de France, une victoire en Coupe de France et 11 saisons en Coupe d'Europe.
De 1977 à 1981, il est également l'entraîneur de l'Équipe de France A, à une époque où les Bleus oscillent entre les Championnats du monde B et C. Il laisse son poste à Jean Nita peu après Championnat du monde B 1981. Parallèlement, il est Directeur technique national à la Fédération française de handball de 1977 à 1985.
En 1984, il devient membre et lecteur de la Fédération internationale de handball (IHF) et le restera jusqu'en respectivement 2001 et 2016.
Enfin, il est nommé directeur des compétitions à l'occasion des Championnats du monde masculin en 2001 et féminin en 2007.

## Palmarès

### Joueur
- Championnat de France
  - Vainqueur (1) : 1968
  - Finaliste en 1969
  - Demi-finaliste en 1970
- Championnat de France Excellence (D3)
  - Vainqueur (1) : 1971

### Entraîneur de club
- Championnat de France

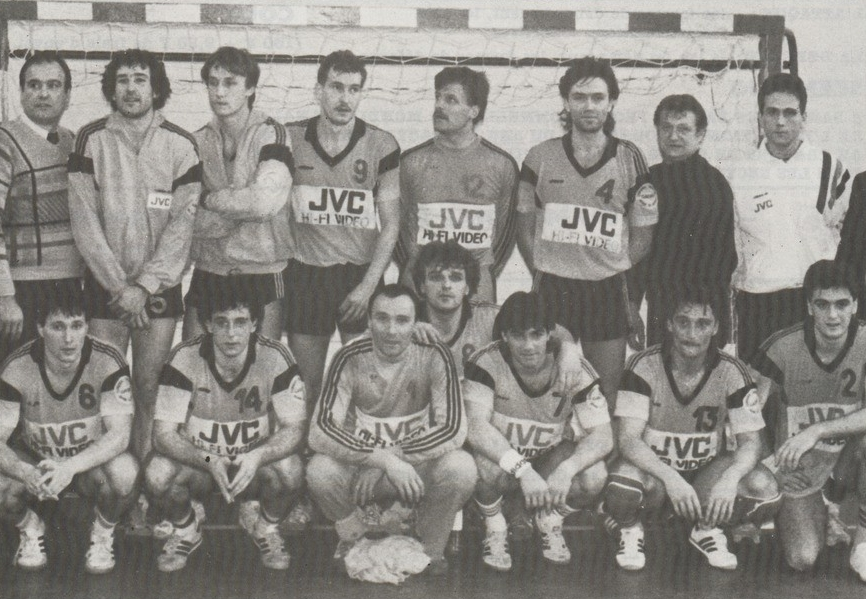
Jean-Michel Germain, debout à gauche, avec l'effectif de l'USM Gagny, Champion de France 1985-1986.

  - Vainqueur (5) : 1981, 1982, 1985, 1986 et 1987
  - Deuxième (2) : 1980, 1984
  - Troisième (3) : 1988, 1989 et 1990
- Coupe de France
  - Vainqueur (1) : 1987
  - Finaliste (2) : 1985 et 1990
- Championnat de France Excellence (D3)
  - Vainqueur (1) : 1971